# Hendrik Redant
Hendrik Redant (Ninove, 1 de novembre de 1962) és un director esportiu belga de ciclisme, que anteriorment havia estat ciclista professional entre 1987 i 1997. Com a ciclista els seus èxits esportius més destacats foren la París-Tours i la Japan Cup de 1992. Com a director esportiu actualment exerceix les seves funcions a l'equip UnitedHealthcare.

## Palmarès
- 1987
  - 1r a l'Omloop van het Houtland
- 1988
  - 1r a la Kuurne-Brussel·les-Kuurne
  - Vencedor d'una etapa dels Tres dies de La Panne
  - Vencedor d'una etapa de la Volta a Bèlgica
- 1989
  - 1r a la Brussel·les-Ingooigem
  - 1r a Le Samyn
- 1990
  - 1r a la Kuurne-Brussel·les-Kuurne
  - 1r al Tour de l'Oise
  - 1r a Le Samyn
  - 1r al Tour de la Haute-Sambre
  - 1r al Kampioenschap van Vlaanderen
  - Vencedor d'una etapa del Circuit de La Sarthe
- 1991
  - 1r a l'Omloop der Vlaamse Ardennen - Ichtegem
  - 1r al Tour de Vlasstreek
  - Vencedor d'una etapa de la Volta a Aragó
- 1992
  - 1r a la París-Tours
  - 1r a la Japan Cup
  - 1r al Gran Premi Jef Scherens
  - 1r al Stadsprijs Geraardsbergen
  - Vencedor de 2 etapes del Tour of Britain
  - Vencedor d'una etapa de la Volta a Andalusia
  - Vencedor d'una etapa de la Vuelta a los Valles Mineros
  - Vencedor d'una etapa del Boland Bank Tour
- 1993
  - Vencedor d'una etapa del Tour d'Armòrica
  - Vencedor d'una etapa de la Ruta del Sud
- 1994
  - 1r a la Strand Classic
  - Vencedor de 2 etapes del Boland Bank Tour
- 1995
  - 1r al Grote Prijs Stad Zottegem
  - 1r a l'Omloop van het Waasland
  - Vencedor d'una etapa del Boland Bank Tour
- 1996
  - Vencedor d'una etapa de la Volta a Portugal
  - Vencedor d'una etapa del Boland Bank Tour

### Resultats al Tour de França
- 1990. 150è de la classificació general
- 1991. 140è de la classificació general
- 1992. 122è de la classificació general
- 1994. 93è de la classificació general
- 1995. Abandona (4a etapa)

### Resultats a la Volta a Espanya
- 1993. 97è de la classificació general
- 1996. 115è de la classificació general

### Resultats al Giro d'Itàlia
- 1988. 124è de la classificació general